# Xian de Zogang
Le xian de Zogang (左贡县 ; pinyin : Zuǒgòng Xiàn, tibétain : མཛོ་སྒང་རྫོང་ Wylie mdzo sgang rdzong (Dzogang)) est un district administratif de la région autonome du Tibet, une région autonome de la Chine. Il est placé sous la juridiction de la préfecture de Qamdo.

## Démographie
La population du district était de 41 326 habitants en 1999.

## Histoire
Cette région appartenait à la province tibétaine du Kham. En janvier 2009, une manifestation de Tibétains réclamant l'indépendance a été sévèrement réprimée, l'un des manifestants a été battu à mort par les autorités chinoises.